# Kamienica Zofii Kiersnowskiej w Warszawie
Kamienica Zofii Kiersnowskiej – eklektyczna kamienica znajdująca się przy ulicy Brackiej 18 w Warszawie.

## Opis

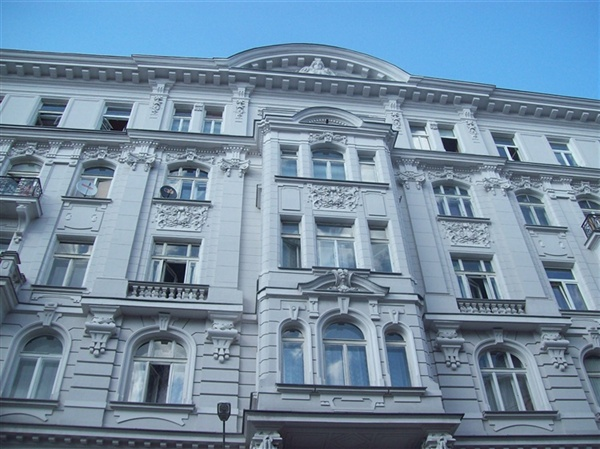
Detale na fasadzie

W 1865 r. została wydzielona posesja przy ul. Brackiej 18 o numerze hipotecznym 1265C. W 1905 r. jej właścicielką została Eugenia Kiersnowska (z domu Sariusz Kars-Bonin Sławianowska) oraz jej córka Zofia Kiersnowska. W 1908 r. nieruchomość została podzielona między Zofię i Jadwigę, córki Eugenii Kiersnowskiej.
Kamienica powstała pod koniec XIX wieku na podstawie projektu Edwarda Lilpopa. W 1900 nadbudowana według projektu Teofila Wiśniewskiego. W latach 1910–1915 mieściło się w niej Gimnazjum im. św. Stanisława Kostki, a w dwudziestoleciu międzywojennym Gimnazjum Ludwika Lorentza. 
Podczas powstania warszawskiego kamienica została częściowo wypalona i nieznacznie uszkodzona, straciła jedynie hełm, a jej fasada pozostała w niemal niezmienionym stanie. 
W 2020 kamienica została wpisana do rejestru zabytków.
W kamienicy mieści się m.in. biuro Parlament Studentów Rzeczypospolitej Polskiej.